# Erstvollzug
Ein Strafgefangener, der vor seiner aktuellen Inhaftierung noch keine oder nur einmal weniger als drei Monate Freiheitsstrafe verbüßt hat, befindet sich im sogenannten Erstvollzug; alle anderen Gefangenen im Regelvollzug.

## Differenzierung
Um Erstverbüßer vor den schädlichen Einflüssen bereits mehrmals straffällig gewordener Gefangener zu schützen, gibt es gemäß den Strafvollstreckungsplänen einiger Bundesländer Justizvollzugsanstalten für den Erst- und für den Regelvollzug.